# Гексабромостаннат(IV) аммония
Гексабромостаннат(IV) аммония — неорганическое соединение,
соль аммония и гексабромооловянной кислоты
с формулой (NH4)2[SnBr6],
бесцветные кристаллы,
растворяется в воде.

## Физические свойства
Гексабромостаннат(IV) аммония образует бесцветные кристаллы
кубической сингонии,

параметры ячейки a = 1,061 нм, Z = 4.
Растворяется в воде.